# Solanum amnicola
Solanum amnicola är en potatisväxtart som beskrevs av Sandra Diane Knapp. Solanum amnicola ingår i släktet skattor som ingår i familjen potatisväxter. Inga underarter finns listade i Catalogue of Life.